# Lost Springs (Wyoming)
Lost Springs város az USA Wyoming államában, Converse megyében. Lakosainak száma 6 fő (2020. április 1.).

## Népesség
A település népességének változása:

| 2010 | 4 |
| 2020 | 6 |